# Diferenciální geometrie
Diferenciální geometrie je část geometrie, která využívá ke studiu křivek, ploch a variet vyšší dimenze metody diferenciálního počtu. Při studiu geometrických útvarů se zaměřuje na vlastnosti, které nezávisejí na volbě soustavy souřadnic.
Diferenciální geometrie se zabývá především lokálními vlastnostmi geometrických útvarů, tedy vlastností týkajících se dostatečně malých částí těchto útvarů (malý úsek křivky nebo malá oblast plochy), ačkoliv existují věty, které ukazují na souvislost lokálních invariantů a globální topologie (např. Gaussova-Bonnetova věta).